# Rătești
Rătești is een Roemeense gemeente in het district Argeș.
Rătești telt 3345 inwoners.